# Řehoř XVI.
Řehoř XVI., vlastním jménem Bartolomeo Alberto Cappellari (18. září 1765 Belluno – 1. červen 1846 Vatikán) byl v letech 1831–1846 papežem.

## Život
Byl synem notáře z Belluna v Benátské republice. V 18 letech roku 1783 v klášteře San Michele v Muranu vstoupil do kamaldulského řádu, dále vystudoval filozofii, teologii a církevní právo. Roku 1787 byl vysvěcen na kněze. V době obsazení země Napoleonovými vojsky dělal laického učitele v Muranu, v Padově a roku 1795 odešel do Říma. Roku 1805 byl zvolen opatem kláštera San Gregorio na Monte Celio v Římě. Roku 1818 byl zvolen generálním prokurátorem řádu a roku 1823 řádovým generálním vikářem.
Roku 1831 byl po 54 denním konkláve s více než stovkou skrutinií – a k překvapení mnohých – zvolen na Petrův stolec jako poslední kardinál, který v době volby ještě nedosáhl hodnosti biskupa (na biskupa byl vysvěcen až po ní v říjnu téhož roku). Také byl jako poslední papež mnich.
Jako papež hlásal tezi o absolutní převaze církevní moci nad světskou, ostře vystupoval proti odluce církve od státu, např. v encyklice Mirari vos. Byl prvním papežem, který zavedl encykliku jako pravidelné instrukce zasílané formou okružního dopisu všem biskupům. Po celý svůj pontifikát bojoval proti revoluci a proti národně osvobozeneckému hnutí Italů.
V politice byl spojencem rakouské monarchie, zejména kancléře Metternicha a odpůrcem Pruska.
Řehoř XVI. zemřel po ročním onemocnění na rakovinu v Římě a byl pochován v bazilice sv. Petra.